# Корбјер (Од)
Корбјер (фр. Corbières) насеље је и општина у јужној Француској у региону Лангдок-Русијон, у департману Од која припада префектури Лиму.
По подацима из 2011. године у општини је живело 35 становника, а густина насељености је износила 4,1 становника/km². Општина се простире на површини од 8,53 km². Налази се на средњој надморској висини од 540 метара (максималној 610 m, а минималној 354 m).

## Демографија
| 1962. | 1968. | 1975. | 1982. | 1990. | 1999. | 2011. |
| ----- | ----- | ----- | ----- | ----- | ----- | ----- |
| 9     | 26    | 27    | 35    | 33    | 26    | 35    |

График промене броја становника у току последњих година